# Alsószentiván
Alsószentiván (vyslovováno [alšósentiván]) je vesnice v Maďarsku v župě Fejér, spadající pod okres Sárbogárd. Nachází se asi 10 km jihovýchodně od Sárbogárdu. V roce 2015 zde žilo 645 obyvatel, z nichž jsou 78 % Maďaři a 0,9 % Romové.
Sousedními vesnicemi jsou Alap, Cece a Előszállás.